# 川島永嗣
川島永嗣（日语：／ Kawashima Eiji ?，1983年3月20日—），日本職業足球運動員，現效力日職球隊磐田山葉，日本國家足球隊成員。

## 早期生涯
少年时代，川岛永嗣在与野市当地的与野八幡足球运动少年团学习足球知识。在初中时期成为校队的主力守门员。高中入学埼玉县立浦和东高等学校，代表校队参加全國高等學校足球錦標賽、全国高等学校综合体育大会足球竞技大会及国民体育大会。川岛在此期间曾参加了浦和红钻的球员选拔活动，但没有通过审查。

## 俱樂部生涯

### 大宫松鼠
2001年，川岛加盟大宫松鼠，开始职业球员生涯。同年川岛前往義甲的帕爾馬留学。
2002年，川岛永嗣回归大宫松鼠，並在2002年4月6日完成首秀。在這之後，开始在球队中出任主力门将。在兩年间，共为大宫松鼠在日职联赛中出场41场。

### 名古屋鯨魚
2004年，川岛永嗣转会加盟名古屋鲸鱼。此时球队的主力门将是日本国家足球队守門員楢崎正刚，川岛则在队内担任替补门将。2004年賽季，川岛永嗣代表名古屋鲸鱼在日職联赛中出战4场，在日本联赛杯及天皇杯中出战8场。
2005年末，楢崎正刚因伤休战，川岛永嗣在此期间获得首发出场机会，但在球季末因左手拇指骨折修養4個星期。2005年至2006年的两年间共出战日职联赛13场、日本联赛杯及天皇杯11场。

### 川崎前鋒
2007年，川岛永嗣转会川崎前锋，转会费达1亿5000万日元，這筆交易案成为当时日職最高轉會費。在開幕戰對上鹿島鹿角中獲得先發機會，並幫助小球隊以1-0取得勝利。之後在亞冠對上阿雷馬中獲得首次洲際比賽的上場機會，並球隊以3-1擊敗對手。因為出色的表現，也讓他成為球隊中第一門將人選。2007年賽季至2009年賽季三个赛季间的所有日职联赛比赛均为首发出场。

### 利尔斯SK
2010年7月7日，比甲联赛升班马利尔斯SK宣布川岛永嗣加盟球队。
2011年3月21日，比甲联赛最后一轮利尔斯SK客场挑战布鲁日，川岛在本场比赛中零封对手，帮助球队成功保级。2010-11年賽季，川岛永嗣代表利尔斯SK在比甲联赛中出战23场比赛，当选球队年度最佳球员。
2011年8月19日，在比甲第四轮利尔斯SK迎战比尔肖特的比赛中，部分利尔斯球迷在观众席打出了针对东日本大地震及川岛个人的歧视性标语，川岛在比赛过程中向裁判提出抗议，一度导致比赛中断。赛后川岛永嗣在更衣室留下眼泪。9月9日，比利时足球协会对利尔斯球迷的过激行为做出处罚，处罚金3万瑞士法郎。9月20日，利尔斯主席及官方网站向川岛永嗣本人及球迷致歉。10月14日，川岛被任命为球队队长。2011-12年賽季，川岛在30场联赛比赛中全部首发出场，并在赛季结束后再度当选球队年度最佳球员。

### 标准列日
2012年7月17日，比甲球队标准列日宣布川岛永嗣加盟。2012-13年賽季，川岛在30场联赛比赛中全部首发出场。2014年末，川岛开始失去主力门将位置。2015年5月23日，标准列日宣布川岛离队。

### 登地联
在2015年夏天离开标准列日后，川岛永嗣直到2015年12月才找到了新东家，他自由转会加盟了登地联。

### 梅斯
2016年8月，川岛永嗣加盟法甲球队梅斯。加盟后，川岛被任命为球队第三门将。2017年1月8日，在法国杯对阵朗斯的比赛中首次首发出场。4月18日，在法甲联赛第31轮对阵巴黎圣日耳门的比赛中首次联赛登场。赛季末川岛成为球队第一门将。
2018年1月27日，法甲联赛第23轮梅斯对阵尼斯，在比赛第58分钟川岛扑出了由巴洛特利主罚的点球，这是川岛自加盟球队后第3次扑出对手点球。賽季结束后，川岛合同期满离队。本赛季，川岛共出战法甲联赛29场。

### 斯特拉斯堡
2018年8月30日，法甲球队斯特拉斯堡宣布川岛加盟球队，合同期1年。担任球队三门的川岛永嗣，在2018-19年賽季法甲联赛对阵南特的收官战中首发出场并打满全场。
斯特拉斯堡官方宣布，球队与川岛永嗣续约至2021年。
上赛季他没有获得过1分钟法甲出场机会，甚至被放逐到B队，年事已高似乎成为他职业生涯的瓶颈。
不过於法甲新赛季首轮比赛，川岛永嗣却进入到首发阵容，这是他时隔一个赛季，再度出现在法甲联赛赛场之上。37岁5个月，川岛永嗣刷新了欧洲五大联赛的新纪录，成为五大联赛历史上年纪最大的亚洲门将。首轮联赛斯特拉斯堡对阵洛里昂，川岛永嗣能够首发，是因为上赛季主力门将比利时国门泽尔斯出现伤病状况，暂时无法比赛。

## 國家隊生涯
2008年，川岛永嗣入选日本国家足球队，2月随队参加了在中国重庆进行了2008年东亚足球錦標賽。
2010年5月，川岛入选日本队2010年南非世界杯大名单。川岛代表日本参加了3场小组赛，并与日本首次进入本土以外世界杯赛事的16强。
2011年1月，川岛永嗣在2011年亚洲杯对阵叙利亚的小组赛中因队友回传失误而出迎失误，回后迎球時在禁区內侵犯敍利亚球员，但被侵犯的敘利亚球员越位在先，边裁判亦举旗示意越位，但主裁判坚持川岛犯规在先，並直接用紅牌罚下；在对阵南韓的半决赛中，当比赛进入点球大战时，川岛永嗣扑出了具滋哲和李龙莱的点球，最终帮助日本队以5：2晋级决赛。决赛中，川岛永嗣先是扑出了18分钟添·卡希尔利用角球的头球攻门，在下半场快要结束时，又两度封出哈里·科威尔的单刀，加时赛又扑出克鲁斯的头球，力保日本队球门不失，最终帮助日本队成功夺冠，并当选决赛中的全场最佳球员。
2014年5月，川岛入选日本队2014年世界杯大名单，在本届世界杯上，川岛3场小组赛均为首发出场。
2018年5月，川岛入选日本队2018年俄罗斯世界杯大名单，川岛在本届世界杯日本队3场小组赛及1场淘汰赛中均首发出场。至此，川岛在世界杯出场次数达到11场，与长谷部诚、长友佑都并列为日本队世界杯出场次数最多的球员。
2022年11月，川岛入选日本队2022年世界杯大名单。川島在本屆世界盃日本隊3場分組賽及1場淘汰賽中均未有出場。世界盃結束後，川島在社交平台宣佈從國家隊退役。

## 個人生活
川岛永嗣有1个哥哥和1个姐姐。2014年9月10日，川岛在个人网站宣布结婚。2015年12月3日，两人的第一个孩子诞生。

## 外部連結
- （日語） 官方网站
- 川島永嗣 – FIFA國際賽競賽紀錄 (存檔)
- 川島永嗣在 National-Football-Teams.com 上的出场纪录
- Eiji Kawashima's profile at Lierse S.K. official site
- Eiji Kawashima multimedia at Royal Standard Club Liege official site